# 그리운 얼굴
"그리운 얼굴"은 한국에서 제작된 권영순 감독의 1960년 영화이다. 이수련 등이 주연으로 출연하였고 성동호 등이 제작에 참여하였다.

## 출연

### 주연
- 이수련
- 황정순
- 엄앵란

## 기타
- 원작자: 한노단
- 조명: 고해진
- 녹음: 이경순
- 미술: 이봉선